# La Penne
La Penne település Franciaországban, Alpes-Maritimes megyében. Lakosainak száma 256 fő (2022. január 1.). La Penne La Rochette, Saint-Pierre, Ascros, Cuébris, Puget-Théniers, Saint-Antonin és Touët-sur-Var községekkel határos.

## Népesség
A település népességének változása:
| Lakosok száma | 124  | 120  | 145  | 279  | 332  | 263  | 221  | 206  | 223  | 256  |
|               | 1968 | 1982 | 1990 | 2006 | 2013 | 2015 | 2017 | 2019 | 2020 | 2022 |